# أشلي توريس
أشلي توريس (بالإنجليزية: Ashley Torres)‏ (15 سبتمبر 1985 ببليز - ) هو لاعب كرة قدم بليزي في مركز الهجوم. شارك مع منتخب بليز لكرة القدم. أما مع النوادي، فقد لعب مع Georgetown Ibayani FC ‏ وValley Pride Freedom Fighters FC ‏ وPlacencia Assassins FC ‏ وTexmar United ‏.

## وصلات خارجية
- أشلي توريس على موقع قاعدة بيانات كرة القدم.إي يو (الإنجليزية)
- أشلي توريس على موقع ناشيونال فوتبول تيمز (الإنجليزية)
- أشلي توريس على موقع Soccerway.com (الإنجليزية)